# Angela Morley
Angela Morley (nascuda Walter o Wally Stott, 10 de març de 1924 - 14 de gener de 2009) fou una compositora i directora d'orquestra anglesa, que es va convertir en un nom familiar dels oients de la ràdio de la BBC als anys cinquanta. El 1972 Morley es va sotmetre a una cirurgia de reassignació sexual.
Morley va guanyar dos premis Emmy pels seus arranjaments musicals. També va rebre nominacions a l'Emmy per compondre música per a sèries de televisió com Dinastia o Dallas. Va ser dues vegades nominada a un Oscar a la categoria de Millor música, partitura / adaptació de la cançó original per El petit príncep (1974), una candidatura compartida amb Alan Jay Lerner, Frederick Loewe i Douglas Gamley; i per The Slipper and the Rose, que Morley va compartir amb Richard M. Sherman i Robert B. Sherman. Va ser la primera persona obertament transgènere que va ser nominada a un Oscar.
Morley va compondre la música de les sèries de televisió més populars dels anys seixanta i vuitanta –entre les quals Dallas, Dinastia, Falcon Crest, Els Colby, Hotel...– i d'un gran nombre de pel·lícules.

## Filmografia
- 1952: Hindle Wakes
- 1953: Will Any Gentleman...?
- 1954: For Better, for Worse
- 1956: It's Never Too Late
- 1957: Le Colombier (sèrie TV)
- 1959: The Heart of a Man
- 1959: The Lady Is a Square
- 1962: Hugh and I (sèrie TV)
- 1963: The Telegoons (sèrie TV)
- 1969: The Looking Glass War
- 1969: Captain Nemo and the Underwater City
- 1971: When Eight Bells Toll
- 1976: The Slipper and the Rose
- 1978: Watership Down
- 1979: Friendships, Secrets and Lies (TV)
- 1981: Madame X (TV)
- 1981: Dynasty (TV)
- 1983: Summer Girl (TV)
- 1984: Threesome (TV)
- 1988: Blue Skies (sèrie TV)[3]